# Eleições europeias de 2024 (Dinamarca)
As eleições europeias de 2024 na Dinamarca foram realizadas a 9 de junho e serviram para eleger os 15 deputados nacionais para o Parlamento Europeu durante as eleições europeias. Importa referir que estas eleições não abrangem as Ilhas Feroe e a Gronelândia que, embora façam parte do Reino da Dinamarca, não são parte da União Europeia.
Pela primeira vez na história, a Esquerda Verde venceu umas eleiçóes nacionais na Dinamarca, conquistando um resultado acima dos 17%. Por contraponto, o Partido Social-Democrata viu-se reduzido a pouco mais de 15%, um dos piores resultados dos social-democratas em eleições nacionais.

## Representação parlamentar 2019-2024
A tabela mostra os deputados de acordo com a última informação do Parlamento Europeu:
| Partido Nacional | Partido Nacional              | Deputados | Grupo parlametar | Grupo parlametar                                  |
| ---------------- | ----------------------------- | --------- | ---------------- | ------------------------------------------------- |
|                  | Venstre                       | 3 / 14    |                  | Renovar a Europa                                  |
|                  | Partido Social-Democrata      | 3 / 14    |                  | Aliança Progressista dos Socialistas e Democratas |
|                  | Esquerda Verde                | 2 / 14    |                  | Verdes/Aliança Livre Europeia                     |
|                  | Partido Popular Dinamarquês   | 1 / 14    |                  | Identidade e Democracia                           |
|                  | Partido Social-Liberal        | 1 / 14    |                  | Renovar a Europa                                  |
|                  | Partido Popular Conservador   | 1 / 14    |                  | Grupo do Partido Popular Europeu                  |
|                  | Aliança Vermelha e Verde      | 1 / 14    |                  | Esquerda Unitária Europeia/Esquerda Nórdica Verde |
|                  | Moderados                     | 1 / 14    |                  | Renovar a Europa                                  |
|                  | Karen Melchior (Independente) | 1 / 14    |                  | Renovar a Europa                                  |

| Grupo parlametar | Grupo parlametar                                  | Deputados |
| ---------------- | ------------------------------------------------- | --------- |
|                  | Renovar a Europa                                  | 6 / 14    |
|                  | Aliança Progressista dos Socialistas e Democratas | 3 / 14    |
|                  | Verdes/Aliança Livre Europeia                     | 2 / 14    |
|                  | Identidade e Democracia                           | 1 / 14    |
|                  | Grupo do Partido Popular Europeu                  | 1 / 14    |
|                  | Esquerda Unitária Europeia/Esquerda Nórdica Verde | 1 / 14    |

## Resultados Oficiais
| Partido Nacional        | Partido Nacional            | Votos     | %               | +/-   | Deputados | +/-     |
| ----------------------- | --------------------------- | --------- | --------------- | ----- | --------- | ------- |
|                         | Esquerda Verde              | 426 367   | 17,43 / 100,00  | 4,20  | 3 / 15    | 1       |
|                         | Partido Social-Democrata    | 381 494   | 15,60 / 100,00  | 5,88  | 3 / 15    | Estável |
|                         | Venstre                     | 359 556   | 14,70 / 100,00  | 8,80  | 2 / 15    | 2       |
|                         | Partido Popular Conservador | 216 249   | 8,84 / 100,00   | 2,66  | 1 / 15    | Estável |
|                         | Democratas Dinamarqueses    | 180 666   | 7,39 / 100,00   | Novo  | 1 / 15    | Novo    |
|                         | Partido Social-Liberal      | 173 159   | 7,08 / 100,00   | 2,99  | 1 / 15    | 1       |
|                         | Aliança Vermelha e Verde    | 172 009   | 7,03 / 100,00   | 1,52  | 1 / 15    | Estável |
|                         | Aliança Liberal             | 170 179   | 6,96 / 100,00   | 4,76  | 1 / 15    | 1       |
|                         | Partido Popular Dinamarquês | 155 875   | 6,37 / 100,00   | 4,39  | 1 / 15    | Estável |
|                         | Moderados                   | 145 363   | 5,94 / 100,00   | Novo  | 1 / 15    | Novo    |
|                         | Alternativa                 | 65 276    | 2,67 / 100,00   | 0,70  | 0 / 15    | Estável |
| Votos Inválidos         | Votos Inválidos             | 58 311    | 2,33 / 100,00   | 0,86  |           |         |
| Total                   | Total                       | 2 504 504 | 100,00 / 100,00 |       | 15 / 15   | 2       |
| Eleitorado/Participação | Eleitorado/Participação     | 4 301 255 | 58,23 / 100,00  | 7,85  |           |         |
| Fonte                   | Fonte                       | [ 3 ]     | [ 3 ]           | [ 3 ] | [ 3 ]     | [ 3 ]   |

## Representação parlamentar (2024-2029)

### Partidos nacionais
| Partido Nacional | Partido Nacional            | Deputados | Grupo parlamentar | Grupo parlamentar                                 |
| ---------------- | --------------------------- | --------- | ----------------- | ------------------------------------------------- |
|                  | Esquerda Verde              | 3 / 15    |                   | Verdes/Aliança Livre Europeia                     |
|                  | Partido Social-Democrata    | 3 / 15    |                   | Aliança Progressista dos Socialistas e Democratas |
|                  | Venstre                     | 2 / 15    |                   | Renovar a Europa                                  |
|                  | Partido Popular Conservador | 1 / 15    |                   | Grupo do Partido Popular Europeu                  |
|                  | Democratas Dinamarqueses    | 1 / 15    |                   | Reformistas e Conservadores Europeus              |
|                  | Partido Social-Liberal      | 1 / 15    |                   | Renovar a Europa                                  |
|                  | Aliança Vermelha e Verde    | 1 / 15    |                   | A Esquerda no Parlamento Europeu - GUE/NGL        |
|                  | Aliança Liberal             | 1 / 15    |                   | Grupo do Partido Popular Europeu                  |
|                  | Partido Popular Dinamarquês | 1 / 15    |                   | Patriotas pela Europa                             |
|                  | Moderados                   | 1 / 15    |                   | Renovar a Europa                                  |

### Grupos parlamentares europeus
| Grupo parlamentar | Grupo parlamentar                                 | Deputados |
| ----------------- | ------------------------------------------------- | --------- |
|                   | Renovar a Europa                                  | 4 / 15    |
|                   | Aliança Progressista dos Socialistas e Democratas | 3 / 15    |
|                   | Verdes/Aliança Livre Europeia                     | 3 / 15    |
|                   | Grupo do Partido Popular Europeu                  | 2 / 15    |
|                   | A Esquerda no Parlamento Europeu - GUE/NGL        | 1 / 15    |
|                   | Patriotas pela Europa                             | 1 / 15    |
|                   | Reformistas e Conservadores Europeus              | 1 / 15    |